# パーク・ハイアット・チェンナイ
パーク・ハイアット・チェンナイ (英語: Park Hyatt Chennai) は、インド、チェンナイのグインディにある5つ星のホテルであり、2012年にオープンした。これはパーク・ハイアット・ポートフォリオの30番目のホテルである。

## ホテル
11階建てのホテルには、7階に広がる20のスイートを含む201の客室（広さは43〜180㎡）がある。8,072平方フィート (747㎡) の宴会場は、6部屋に分割可能である。プールからは、グインディ国立公園を見下ろせる。ホテルは、ニューヨークの建築家、ジョージ・ウォング・デザインが設計した。ホテルは、ゴア州からのVenu Junejaによるインドの織物で飾られており、壁のシルクが特徴の「ウィービング・テーマ」などがある。代表的なレストラン「ザ・フライング・エレファント」は、6つのオープンキッチンがあり、3階に分かれている。
ホテルは、コンコルド・モータースが2007年まで建っていた場所に建設された。

## 受賞
2013年、パーク・ハイアット・チェンナイはHICSAホテルズの「ザ・ベスト・ニュー・ホテル・オブ・ザ・イヤー」を受賞した。